# 彼得·马歇尔
彼得·马歇尔（英語：Peter Hugh Marshall，1946年8月23日—）是一位英国哲学家、历史学家和旅行作家，英国皇家地理學會会士，曾为多部纪录片撰稿，主要作品有《哲人石：探寻金丹术的秘密》（The Philosopher's Stone: A Quest for the Secrets of Alchemy）等。